# Arquitetura sustentável

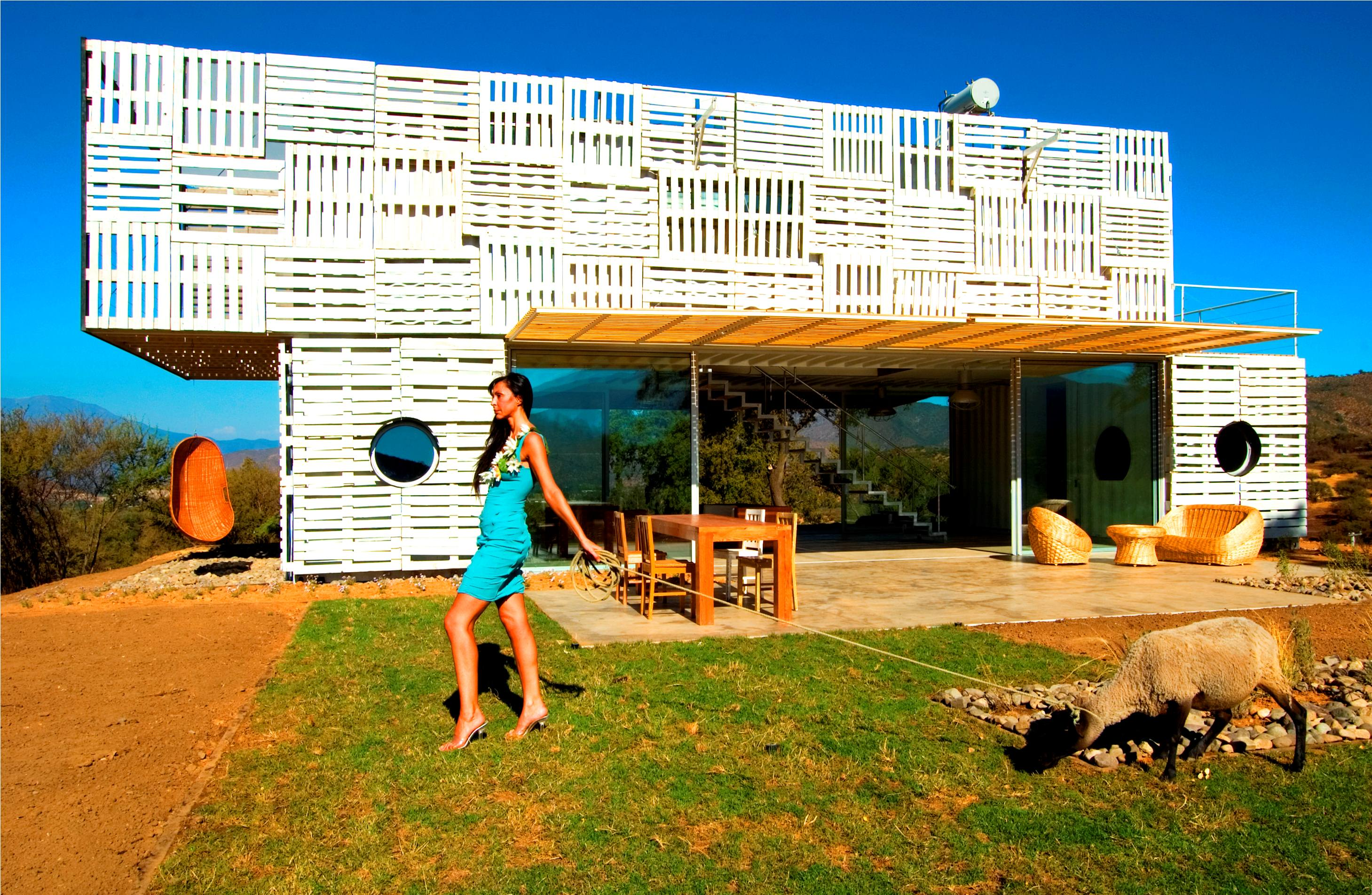
Exemplo de casa sustentável no Chile feita de contêineres.

A arquitetura sustentável, também conhecida como arquitetura verde e ecoarquitetura, é uma maneira de conceber o projeto arquitetônico de forma sustentável, procurando otimizar recursos naturais e sistemas de edificação que, de tal modo, minimizem o impacto ambiental dos edifícios sobre o meio ambiente e seus habitantes, por meio da melhoria da eficiência e da moderação no uso de materiais, energia, espaço e do ecossistema como um todo. A arquitetura sustentável utiliza uma abordagem consciente para a conservação de energia e recursos ecológicos no design do ambiente construído.
A ideia de sustentabilidade, ou design ecológico, é garantir que o uso dos recursos atualmente disponíveis não acabe causando efeitos prejudiciais ao bem-estar da sociedade futura ou torne impossível a obtenção de recursos para outras aplicações a longo prazo.
Os princípios da arquitetura sustentável incluem:
- A consideração das condições climáticas, da hidrografia e dos ecossistemas do entorno em que os edifícios são construídos, para obter o máximo desempenho com o menor impacto.
- A eficácia e moderação no uso de materiais de construção, dando prioridade ao baixo consumo de energia em comparação com os de alta energia.
- A redução do consumo de energia para aquecimento, refrigeração, iluminação e outros equipamentos, cobrindo o resto da demanda com fontes de energia renováveis.
- A minimização do balanço global de energia do edifício, que abrange a concepção, construção, utilização e seu fim.
- O cumprimento com os requisitos de conforto higrotérmico, salubridade, iluminação e ocupação dos edifícios.

## Contexto

### De uma perspectiva restrita para uma mais ampla
O termo "sustentabilidade" em relação à arquitetura tem sido, até hoje, considerado principalmente através da perspectiva da tecnologia arquitetônica e suas transformações. Indo além da esfera técnica do "design verde", invenção e especialização, alguns estudiosos estão começando a posicionar a arquitetura dentro de um quadro cultural muito mais amplo da inter-relação humana com a natureza. Adotar esse quadro permite traçar uma rica história de debates culturais sobre a relação da humanidade com a natureza e o meio ambiente, a partir do ponto de vista de diferentes contextos históricos e geográficos.

### Carbono operacional e carbono incorporado

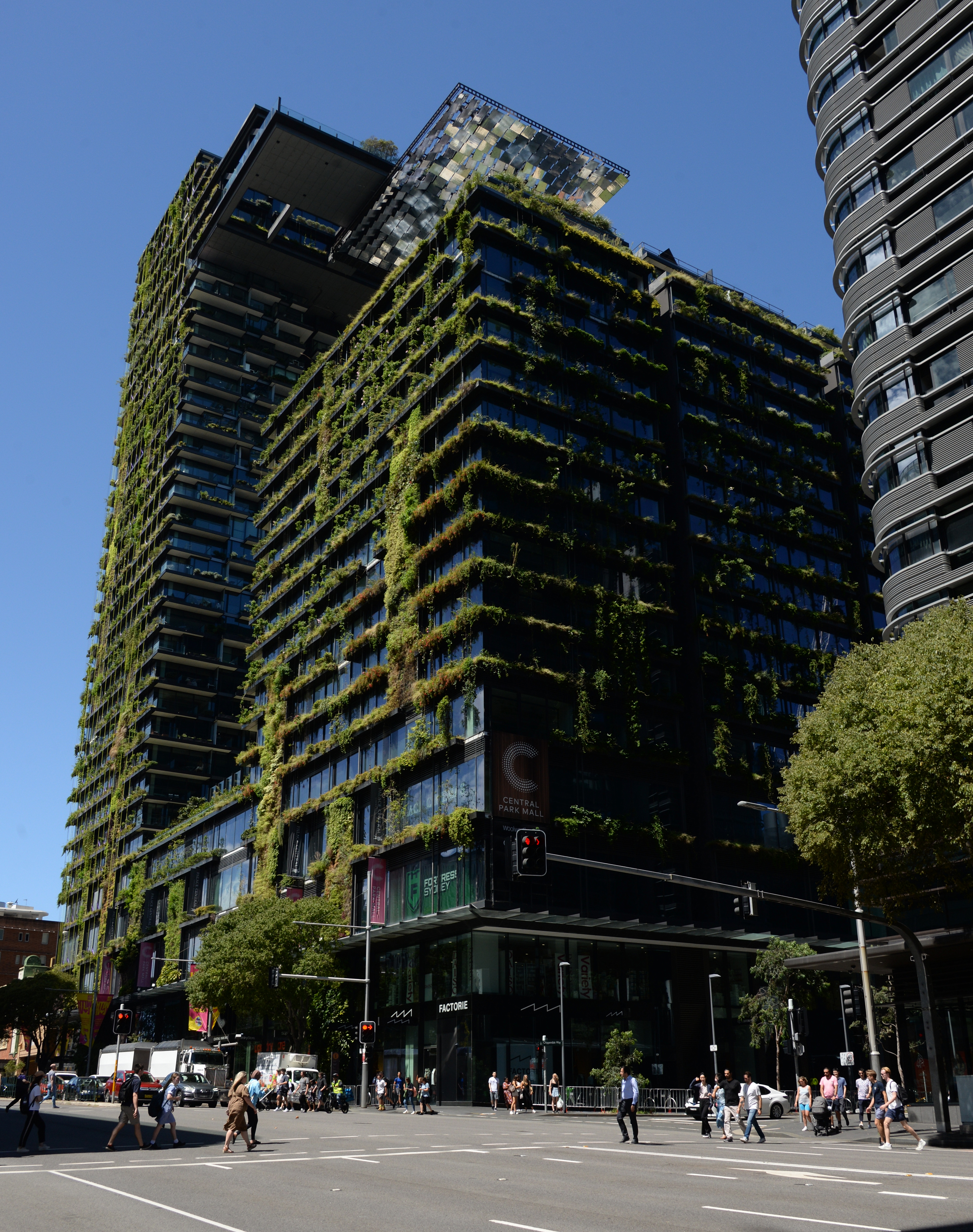
Edifício sustentável em Sydney, Austrália, integrando o ecológico ao urbano

A construção de edifícios representa 38% das emissões totais globais de carbono. Enquanto a arquitetura sustentável e os padrões de construção têm tradicionalmente focado na redução das emissões de carbono operacional, até o momento há poucos padrões ou sistemas em vigor para rastrear e reduzir o carbono incorporado. Embora o aço e outros materiais sejam responsáveis por emissões em grande escala, o cimento sozinho é responsável por 8% de todas as emissões.

### Mudanças pedagógicas
Críticos modernistas do reducionismo frequentemente apontaram o abandono do ensino da história da arquitetura como um fator causal. O fato de que vários dos principais protagonistas do modernismo foram treinados na Escola de Arquitetura da Universidade de Princeton, onde o ensino da história continuava a fazer parte da formação em design nas décadas de 1940 e 1950, foi significativo. O crescente interesse pela história teve um impacto profundo na educação arquitetônica. Cursos de história se tornaram mais típicos e regularizados. Com a demanda por professores com conhecimento na história da arquitetura, surgiram vários programas de doutorado em escolas de arquitetura, a fim de se diferenciar dos programas de doutorado em história da arte, onde historiadores da arquitetura haviam sido treinados anteriormente. Nos Estados Unidos, o Instituto de Tecnologia de Massachusetts (MIT) e a Universidade Cornell foram os primeiros, criados em meados da década de 1970, seguidos pelas Universidades Columbia, Berkeley e Princeton. Entre os fundadores de novos programas de história da arquitetura estavam Bruno Zevi, no Instituto de História da Arquitetura em Veneza, Stanford Anderson e Henry Millon no MIT, Alexander Tzonis na Architectural Association, Anthony Vidler em Princeton, Manfredo Tafuri na Universidade de Veneza, Kenneth Frampton na Universidade de Columbia, e Werner Oechslin e Kurt Forster no Instituto Federal de Tecnologia de Zurique.

## Uso sustentável de energia
A eficiência energética ao longo de todo o ciclo de vida de um edifício é o objetivo mais importante da arquitetura sustentável. Arquitetos utilizam diversas técnicas passivas e ativas para reduzir as necessidades energéticas dos edifícios e aumentar sua capacidade de captar ou gerar sua própria energia. Para minimizar custos e complexidade, a arquitetura sustentável prioriza sistemas passivos que aproveitam a localização do edifício com elementos arquitetônicos incorporados, complementando com fontes de energia renovável e, em seguida, utilizando recursos de combustíveis fósseis apenas quando necessário. A análise do local pode ser empregada para otimizar o uso de recursos ambientais locais, como luz natural e vento do ambiente, para aquecimento e ventilação.
O uso de energia muitas vezes depende de o edifício obter sua energia da rede elétrica ou de forma independente. Estes edifícios que obtêm energia de forma independente, utilizam armazenamento de eletricidade no local, enquanto os edifícios conectados à rede alimentam a eletricidade excedente de volta para a rede.

### Eficiência dos sistemas de climatização

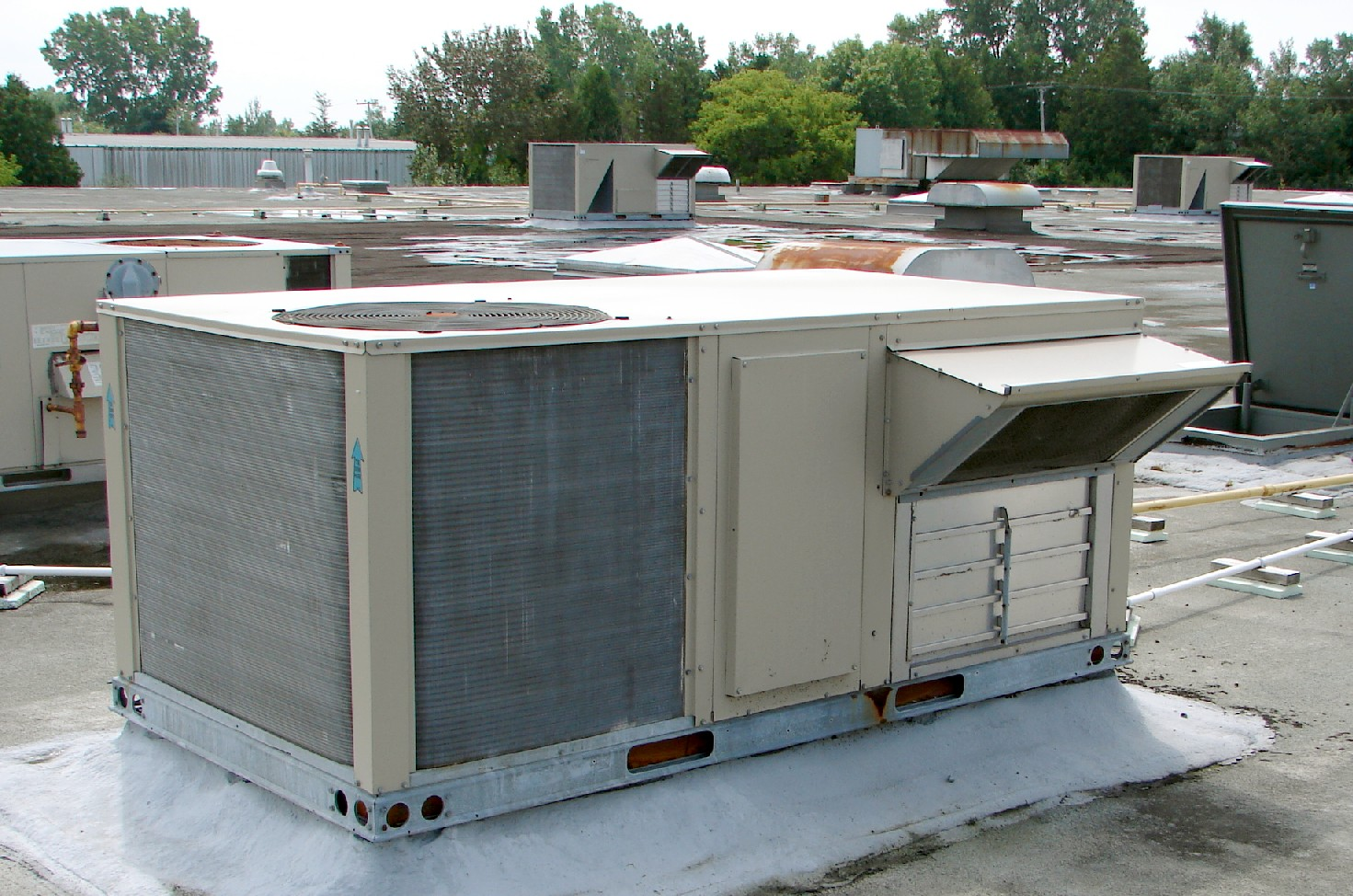
Unidade de tratamento de ar do sistema de AVAC de um edifício

Numerosas estratégias arquitetônicas passivas foram desenvolvidas ao longo do tempo. Exemplos dessas estratégias incluem o arranjo dos cômodos ou o dimensionamento e a orientação das janelas em um edifício, além da orientação das fachadas e ruas ou a proporção entre alturas dos edifícios e larguras das ruas no planejamento urbano.
Um elemento importante e econômico de um sistema eficiente de aquecimento, ventilação e ar condicionado (AVAC) é um edifício com bom isolamento térmico. Um edifício mais eficiente requer menos potência para gerar ou dissipar calor, mas pode exigir mais capacidade de ventilação para expulsar o ar interno poluído.
Quantidades significativas de energia são desperdiçadas nos edifícios através de águas residuais, ar e resíduos compostáveis. Tecnologias de reciclagem de energia disponíveis no mercado podem efetivamente recapturar energia de águas quentes residuais e ar estagnado, transferindo essa energia para a água fria ou ar fresco que entra no edifício. A recaptura de energia para usos que não sejam jardinagem, a partir de resíduos compostáveis que saem dos edifícios, requer digestores anaeróbicos centralizados.
Os sistemas AVAC são acionados por motores. O cobre, em comparação com outros condutores metálicos, ajuda a melhorar a eficiência energética dos motores, aumentando assim a sustentabilidade dos componentes elétricos dos edifícios.
A orientação do local e do edifício têm efeitos significativos na eficiência de AVAC de um edifício.

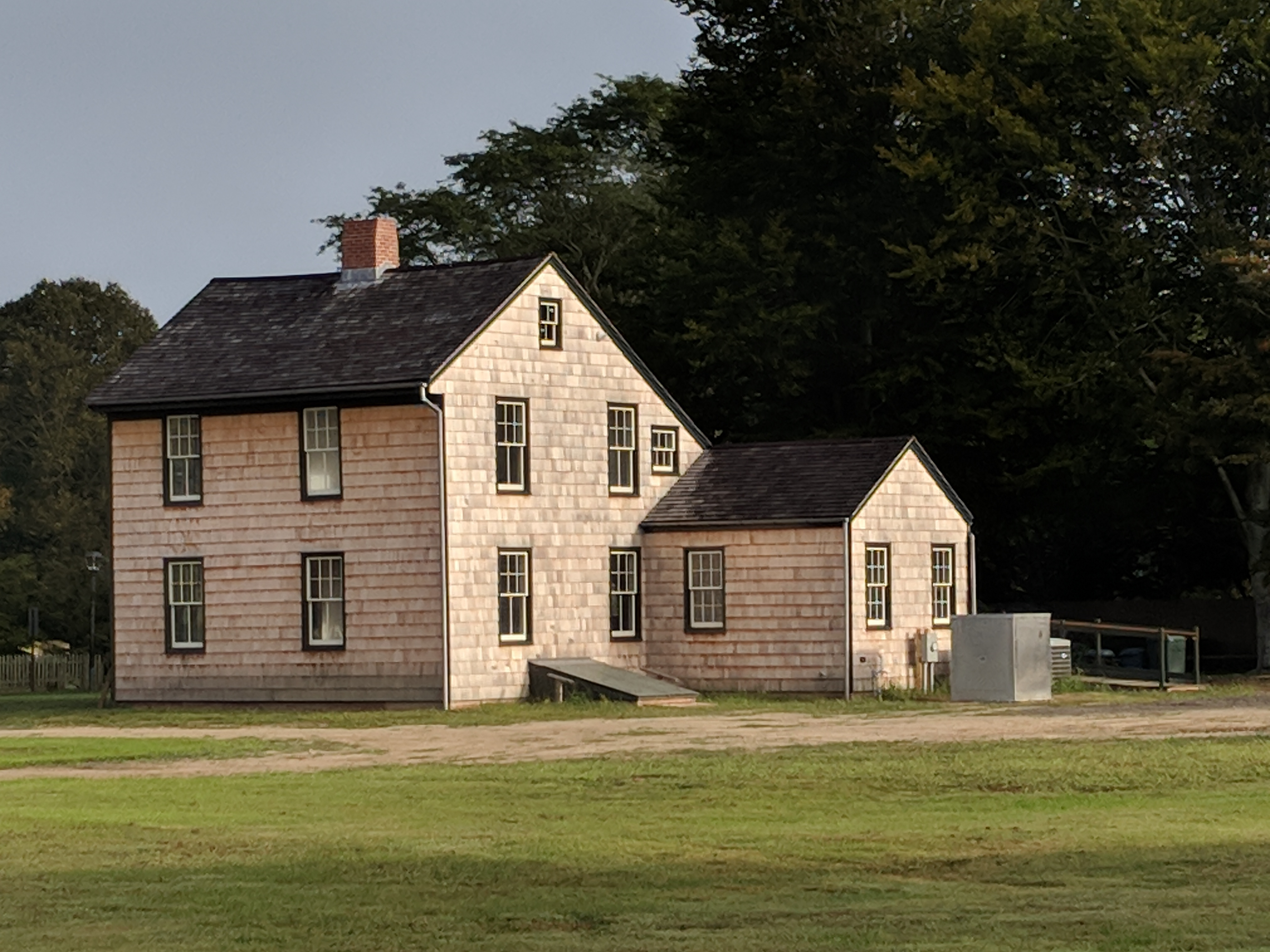
As casas saltbox utilizam suas dimensões menores em benefício de um aquecimento centralizado e mais eficiente

O design de edifícios solares passivos permite que os edifícios aproveitem a energia solar de forma eficiente, sem o uso de mecanismos solares ativos, como células fotovoltaicas ou painéis solares para aquecimento de água. Normalmente, os projetos de edifícios solares passivos incorporam materiais com alta massa térmica que retêm calor de forma eficaz e um isolamento robusto que trabalha para evitar a fuga de calor. Projetos de baixa energia também requerem o uso de sombreamento solar, por meio de toldos, persianas ou venezianas, para reduzir o ganho de calor solar no verão e diminuir a necessidade de resfriamento artificial. Além disso, edifícios de baixa energia costumam ter uma relação muito baixa entre área de superfície e volume, para minimizar a perda de calor. Isso significa que designs de edifícios espalhados em múltiplas alas (frequentemente considerados mais "orgânicos") são frequentemente evitados em favor de estruturas mais centralizadas. Edifícios tradicionais de climas frios, como os designs de casas saltbox coloniais americanas, oferecem um bom modelo histórico para eficiência de aquecimento centralizado em edifícios de pequena escala.
As janelas são posicionadas para maximizar a entrada de luz que gera calor, ao mesmo tempo em que minimizam a perda de calor através do vidro, que é um péssimo isolante. No hemisfério norte, isso geralmente envolve a instalação de um grande número de janelas voltadas para o sul para coletar a luz solar direta e restringir severamente o número de janelas voltadas para o norte. Certos tipos de janelas, como as com vidro duplo ou triplo, com espaços preenchidos com gás e revestimentos de baixa emissividade, oferecem um isolamento muito melhor do que janelas de vidro simples. Prevenir o ganho solar excessivo por meio de dispositivos de sombreamento solar nos meses de verão é importante para reduzir as necessidades de resfriamento. Árvores caducifólias são frequentemente plantadas na frente das janelas para bloquear o sol excessivo no verão com suas folhas, mas permitir a passagem da luz no inverno, quando as folhas caem. Persianas ou prateleiras de luz são instaladas para permitir a entrada da luz solar durante o inverno (quando o sol está mais baixo no céu) e mantê-la fora no verão (quando o sol está mais alto no céu). Elas são inclinadas como persianas e refletem luz e radiação para reduzir o ofuscamento no espaço interior. Sistemas avançados de persianas são automatizados para maximizar a luz do dia e monitorar a temperatura interna ajustando sua inclinação. Plantas coníferas ou perenes são frequentemente plantadas ao norte dos edifícios para proteger contra os ventos frios do norte.
Em climas mais frios, os sistemas de aquecimento são um foco primário para a arquitetura sustentável, pois normalmente são um dos maiores consumos de energia em edifícios.
Em climas mais quentes, onde o resfriamento é uma preocupação primária, os designs solares passivos também podem ser muito eficazes. Materiais de construção de alvenaria com alta massa térmica são muito valiosos para reter as temperaturas frias da noite durante o dia. Além disso, os construtores costumam optar por estruturas de um único andar e espalhadas, a fim de maximizar a área de superfície e a perda de calor.[carece de fontes?] Os edifícios são frequentemente projetados para capturar e direcionar os ventos existentes, particularmente os ventos frescos que vêm de corpos de água próximos. Muitas dessas valiosas estratégias são empregadas de alguma forma pela arquitetura tradicional de regiões quentes.
Em climas com quatro estações definidas, um sistema de energia integrado aumentará sua eficiência: quando o edifício está bem isolado, quando está localizado para trabalhar com as forças da natureza, quando o calor é recapturado (para ser usado imediatamente ou armazenado), quando a planta de aquecimento que depende de combustíveis fósseis ou eletricidade é mais eficiente do que 100% e quando a energia renovável é utilizada.

### Geração de energia renovável

#### Painéis solares

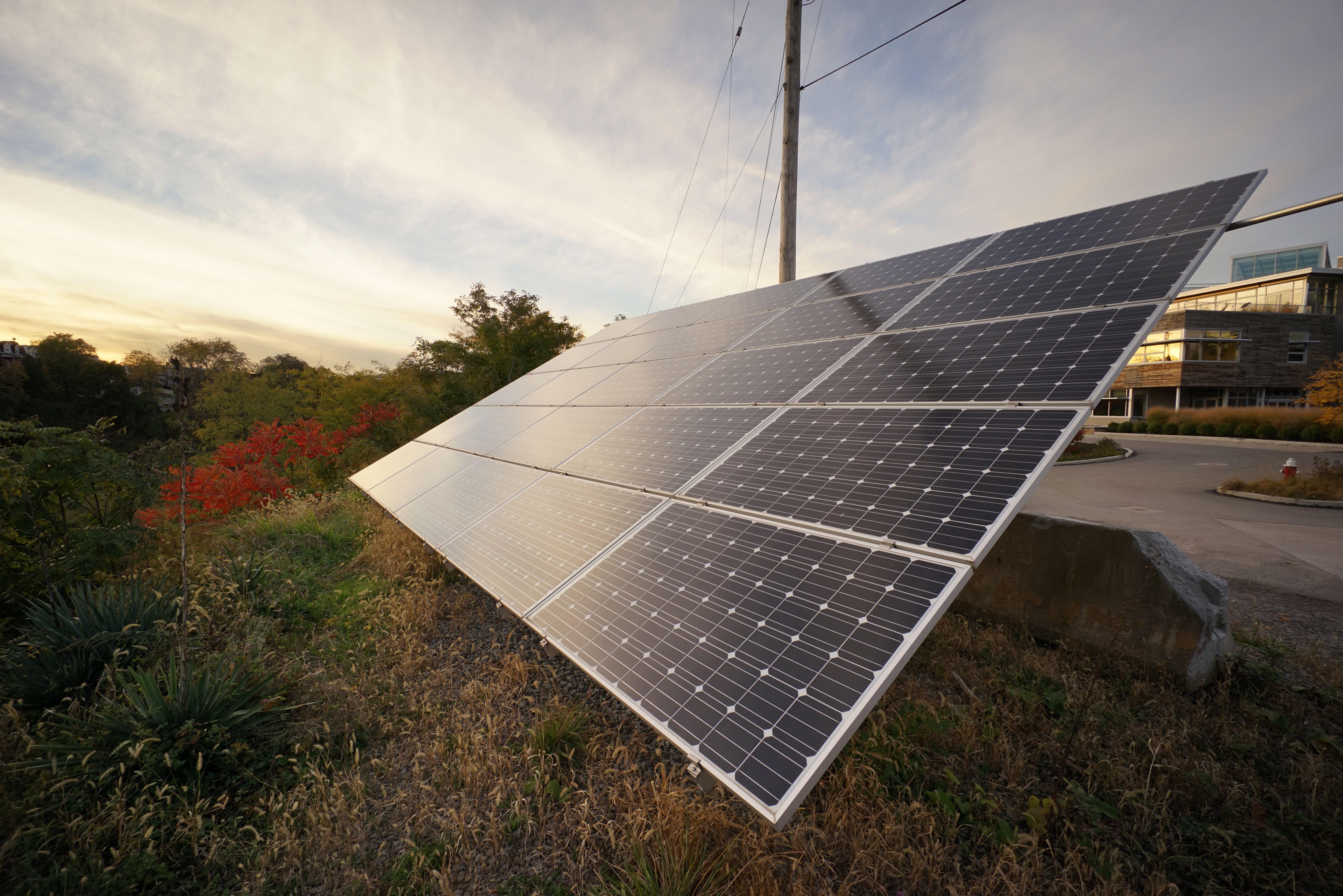
Painel solar fotovoltaico

Dispositivos solares ativos, como painéis solares fotovoltaicos, ajudam a fornecer eletricidade sustentável para qualquer uso. A produção elétrica de um painel solar depende da orientação, eficiência, latitude e clima — o ganho solar varia mesmo na mesma latitude. As eficiências típicas para painéis fotovoltaicos comercialmente disponíveis variam de 4% a 28%. A baixa eficiência de certos painéis fotovoltaicos pode afetar significativamente o período de retorno sobre o investimento de sua instalação. Essa baixa eficiência não significa que os painéis solares não sejam uma alternativa energética viável. Na Alemanha, por exemplo, os painéis solares são comumente instalados na construção de residências.
Os telhados são frequentemente inclinados em direção ao sol para permitir que os painéis fotovoltaicos coletem energia com máxima eficiência. No hemisfério norte, uma orientação verdadeira para o sul maximiza a produção de energia dos painéis solares. Se a orientação verdadeira para o sul não for possível, os painéis solares podem produzir energia adequada se estiverem alinhados a 30° do sul. No entanto, em latitudes mais altas, a produção de energia no inverno será mais significativamente reduzida para orientações que não sejam para o sul.
Para maximizar a eficiência no inverno, o coletor pode ser inclinado acima da horizontal em latitude +15°. Para maximizar a eficiência no verão, o ângulo deve ser -15°. No entanto, para uma produção máxima anual, o ângulo do painel em relação à horizontal deve ser igual à sua latitude.

#### Turbinas de vento

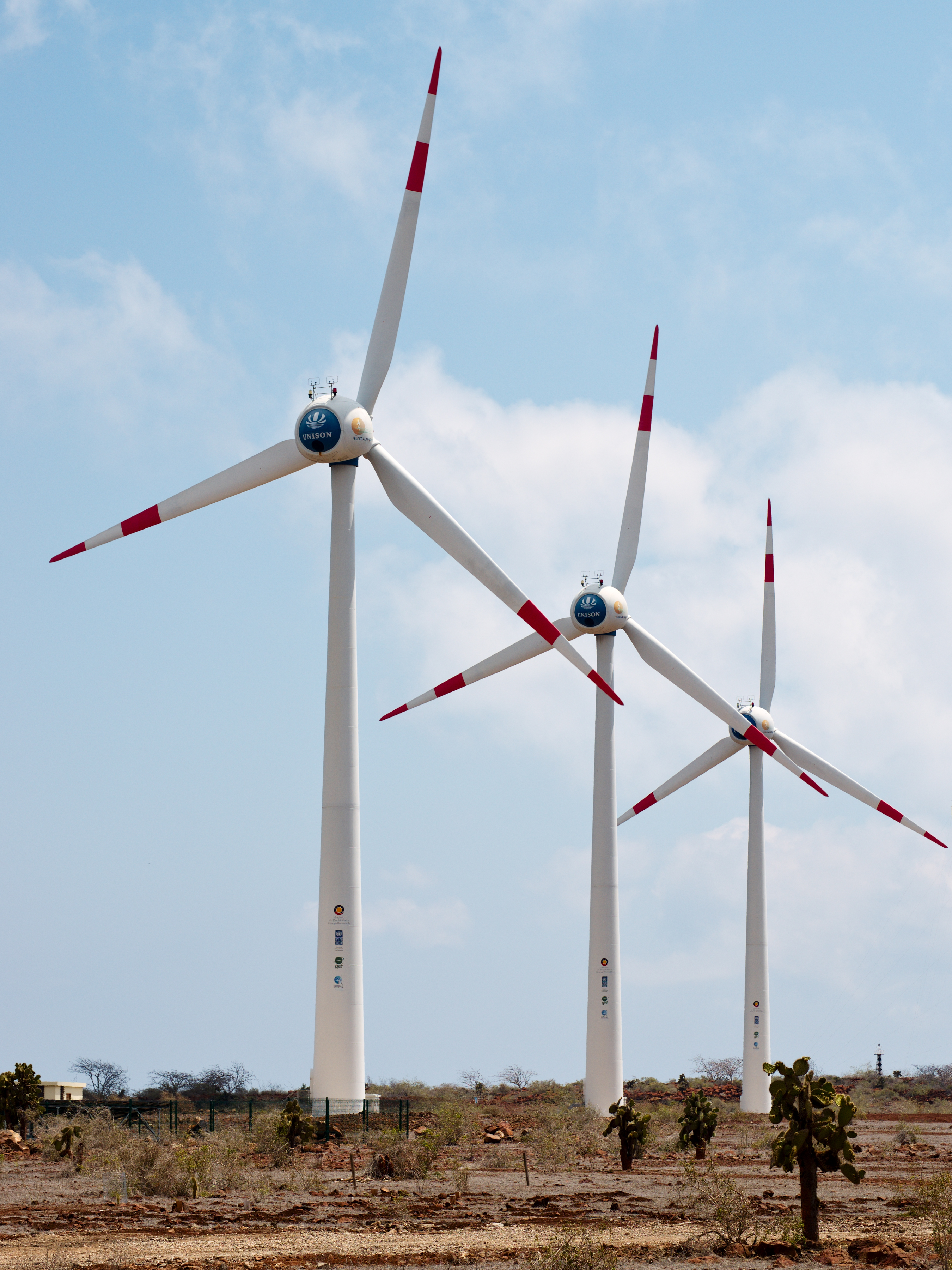
Turbinas eólicas

O uso de turbinas eólicas de dimensões menores na produção de energia em estruturas sustentáveis requer a consideração de muitos fatores. Ao considerar os custos, sistemas de energia eólica pequenos são geralmente mais caros do que turbinas eólicas maiores em relação à quantidade de energia que produzem. Para turbinas eólicas pequenas, os custos de manutenção podem ser um fator decisivo em locais com capacidades marginais de aproveitamento do vento. Em locais de baixa intensidade de vento, a manutenção pode consumir grande parte da receita de uma pequena turbina eólica. As turbinas eólicas começam a operar quando os ventos atingem cerca de 13 km/h, alcançam capacidade de produção de energia em velocidades de cerca de 51 a 59 km/h e desligam-se para evitar danos em velocidades superiores a cerca de 88 km/h. O potencial energético de uma turbina eólica é proporcional ao quadrado do comprimento de suas lâminas e ao cubo da velocidade com que suas lâminas giram. Embora existam turbinas eólicas disponíveis que podem complementar a energia de um único edifício, devido a esses fatores, a eficiência da turbina eólica depende muito das condições do vento no local do edifício. Por essas razões, para que as turbinas eólicas sejam eficientes, elas devem ser instaladas em locais conhecidos por receber uma quantidade constante de vento (com velocidades médias de vento superiores a cerca de 24 km/h), em vez de locais que recebem vento esporadicamente. Uma pequena turbina eólica pode ser instalada em um telhado. As questões de instalação incluem a resistência do telhado, vibrações e a turbulência causada pela borda do telhado. Turbinas eólicas de pequeno porte instaladas em telhados têm mostrado capacidade de gerar de 10% a até 25% da eletricidade necessária para uma residência doméstica comum. Turbinas para uso residencial geralmente têm entre 2 e 8 metros de diâmetro e produzem eletricidade a uma taxa de 900 a 10.000 watts em sua velocidade de vento testada.
A confiabilidade dos sistemas de turbinas eólicas é importante para o sucesso de um projeto de energia eólica. Quebras inesperadas podem ter um impacto significativo na lucratividade de um projeto devido às dificuldades logísticas e práticas de substituir componentes críticos em uma turbina eólica. A incerteza da confiabilidade de longo prazo dos componentes tem um impacto direto na quantidade de confiança associada às estimativas de custo de energia.

#### Aquecimento solar da água

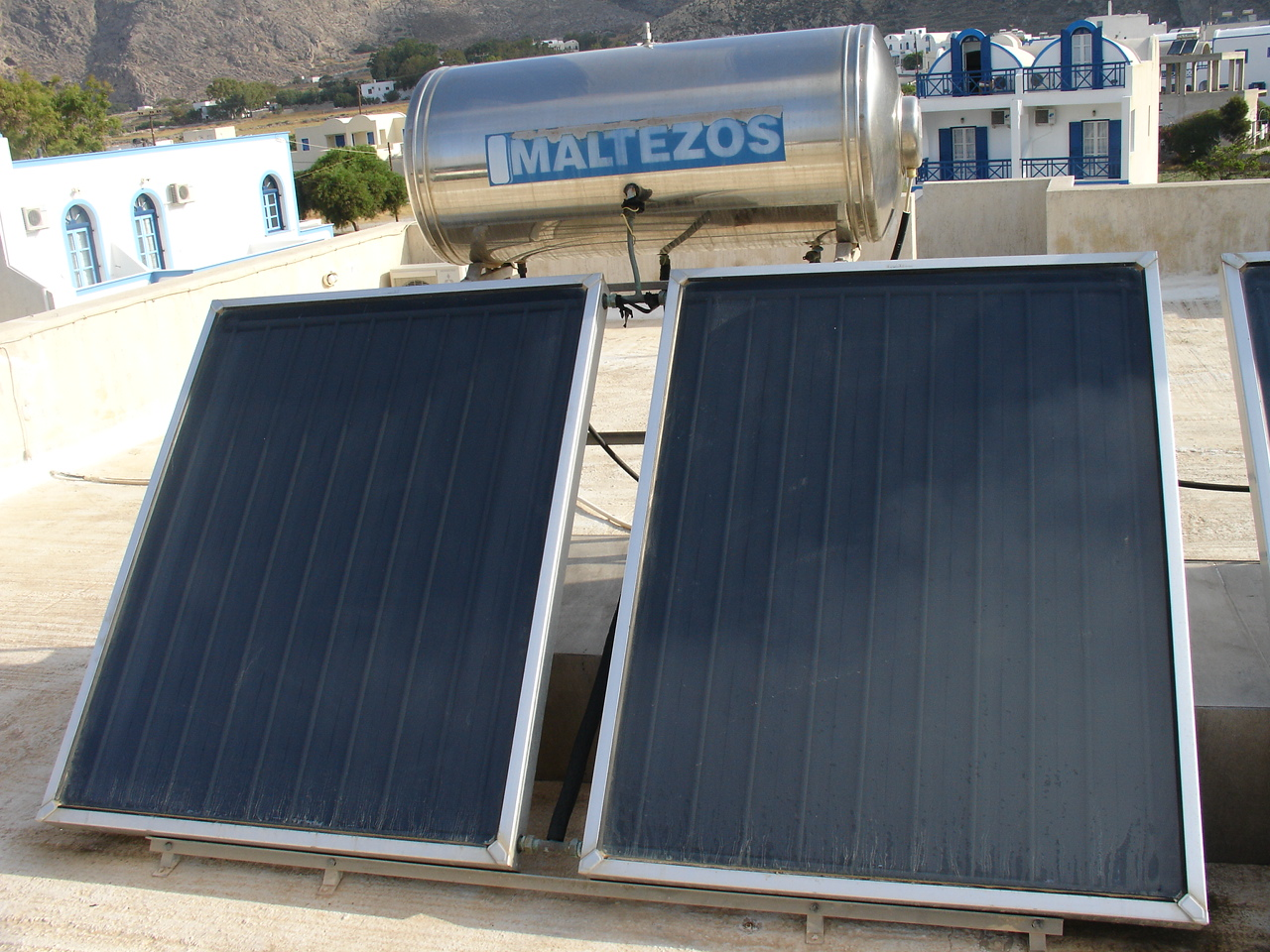
Aquecedores solares

Os aquecedores de água solares, também chamados de sistemas solares de aquecimento de água doméstica, podem ser uma forma econômica de gerar água quente para uma casa. Eles podem ser usados em qualquer clima, e o combustível que utilizam, a luz solar, é gratuito.
Existem dois tipos de sistemas solares de aquecimento de água: ativo e passivo. Um sistema de coletor solar ativo pode produzir cerca de 80 a 100 galões de água quente por dia. Um sistema passivo tem uma capacidade menor. A eficiência dos sistemas solares de aquecimento de água ativos é de 35-80%, enquanto um sistema passivo é de 30-50%, tornando os sistemas solares ativos mais potentes.
Existem também dois tipos de circulação: sistemas de circulação direta e sistemas de circulação indireta. Os sistemas de circulação direta circulam a água doméstica através dos painéis. Eles não devem ser usados em climas com temperaturas abaixo de zero. A circulação indireta utiliza glicol ou outro fluido nos painéis solares e usa um trocador de calor para aquecer a água doméstica.
Os dois tipos mais comuns de painéis coletores são os de placa plana e os de tubo evacuado. Ambos funcionam de forma semelhante, exceto que os tubos evacuados não perdem calor por convecção, o que melhora significativamente sua eficiência (5% a 25% mais eficientes). Com essas eficiências mais altas, os coletores solares de tubo evacuado também podem produzir aquecimento do espaço em temperaturas mais altas, e até mesmo temperaturas ainda mais altas, para sistemas de resfriamento por absorção.
Aquecedores de água por resistência elétrica, atualmente comuns em residências, têm uma demanda elétrica em torno de 4500 kWh/ano. Com o uso de coletores solares, o consumo de energia é reduzido pela metade. O custo inicial de instalação de coletores solares é alto, mas com a economia anual de energia, os períodos de retorno são relativamente curtos.

#### Bombas de calor

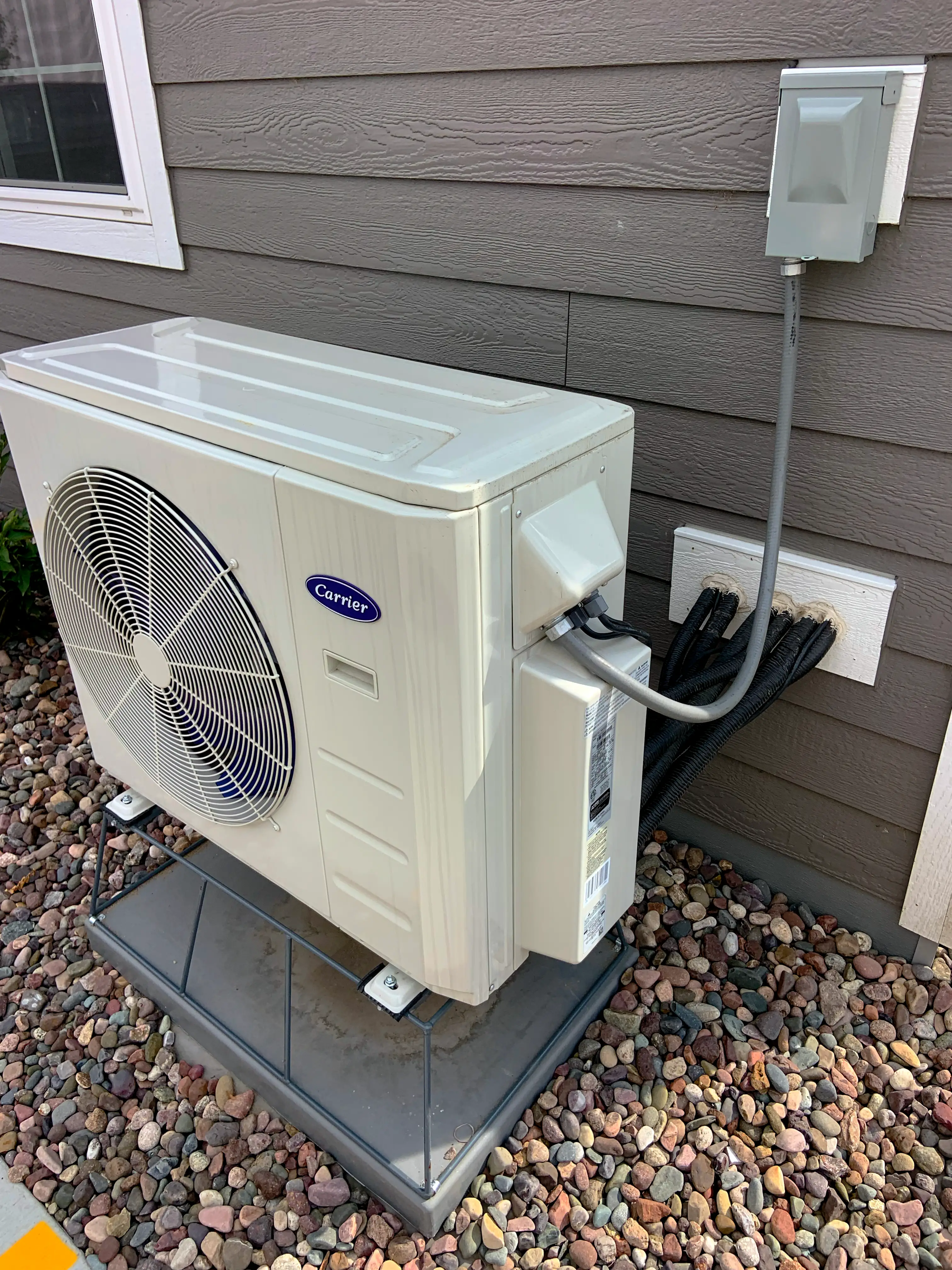
Bomba de calor instalada em uma residência

As bombas de calor de fonte aérea (ASHP, do inglês air source heat pumps) podem ser consideradas uma forma de ar condicionado reversível. Assim como um ar condicionado, uma ASHP pode retirar calor de um espaço relativamente fresco (por exemplo, uma casa a 21 °C) e dissipá-lo em um local quente (por exemplo, do lado de fora a 29 °C). No entanto, ao contrário de um ar condicionado, o condensador e o evaporador de uma ASHP podem trocar de função, absorvendo calor do ar externo fresco e transferindo-o para uma casa aquecida.
As bombas de calor de fonte aérea são relativamente baratas em comparação com outros sistemas de bombas de calor. A eficiência das bombas de calor de fonte aérea diminui quando a temperatura externa está muito fria ou muito quente; portanto, elas são mais utilizadas em climas temperados. No entanto, ao contrário das expectativas anteriores, demonstraram ser bem adequadas para regiões com temperaturas externas frias, como a Escandinávia ou o Alasca. Na Noruega, Finlândia e Suécia, o uso de bombas de calor cresceu fortemente nas últimas duas décadas: em 2019, havia de 15 a 25 bombas de calor para cada 100 habitantes nesses países, sendo a ASHP a tecnologia de bomba de calor dominante. Da mesma forma, suposições anteriores de que as ASHP funcionariam bem apenas em edifícios totalmente isolados se mostraram erradas — até mesmo edifícios antigos, parcialmente isolados, podem ser adaptados com ASHP e, assim, reduzir significativamente sua demanda de energia.
Os efeitos das bombas de calor de ar de exaustão (EAHP, do inglês exhaust air heat pumps) também foram estudados nas regiões mencionadas, apresentando resultados promissores. Uma bomba de calor de ar de exaustão utiliza eletricidade para extrair calor do ar de exaustão que sai de um edifício, redirecionando-o para aquecimento de água quente doméstica, aquecimento de ambientes e aquecimento do ar de suprimento. Em países mais frios, uma EAHP pode recuperar de 2 a 3 vezes mais energia do que um sistema de troca de ar para ar. Um estudo de 2022 sobre a redução projetada de emissões na região de Kymenlaakso, na Suécia, explorou o aspecto da adaptação de edifícios de apartamentos existentes (de diferentes idades) com sistemas EAHP. Edifícios selecionados nas cidades de Kotka e Kouvola apresentaram uma redução projetada de emissões de carbono de cerca de 590 tCO2 e 944 tCO2, respectivamente, com um período de retorno de 7 a 13 anos. No entanto, é importante observar que os sistemas EAHP podem não produzir resultados favoráveis se instalados em edifícios com taxas de saída de exaustão ou consumo de eletricidade incompatíveis. Nesse caso, os sistemas EAHP podem aumentar as contas de energia sem proporcionar reduções razoáveis nas emissões de carbono.
As bombas de calor de fonte terrestre (ou geotérmicas) oferecem uma alternativa eficiente. A bomba de calor de fonte terrestre possui um de seus trocadores de calor instalado no subsolo — geralmente em uma disposição horizontal ou vertical. A bomba de calor de fonte terrestre aproveita as temperaturas relativamente constantes e amenas do solo, o que significa que suas eficiências podem ser muito superiores às de uma bomba de calor de fonte aérea. O trocador de calor enterrado geralmente requer uma quantidade considerável de área. Os projetistas geralmente o colocam em uma área aberta ao lado do edifício ou embaixo de um estacionamento.
Bombas de calor de fonte terrestre com certificação Energy Star podem ser de 40% a 60% mais eficientes do que suas contrapartes de fonte aérea. Elas também são mais silenciosas e podem ser aplicadas a outras funções, como aquecimento de água quente doméstica.
Em termos de custo inicial, o sistema de bomba de calor de fonte terrestre custa cerca de duas vezes mais do que uma bomba de calor de fonte aérea padrão para instalação. No entanto, os custos iniciais podem ser mais que compensados pela redução nos custos de energia. A redução nos custos de energia é especialmente evidente em áreas com verões tipicamente quentes e invernos frios.
Outros tipos de bombas de calor são as de fonte hídrica e as de ar-terra. Se o edifício estiver localizado próximo a um corpo de água, o lago ou represa pode ser utilizado como fonte ou destino de calor. As bombas de calor ar-terra circulam o ar do edifício através de dutos subterrâneos. Com requisitos de maior potência do ventilador e transferência de calor ineficiente, as bombas de calor ar-terra geralmente não são práticas para grandes construções.

#### Resfriamento radiativo diurno passivo

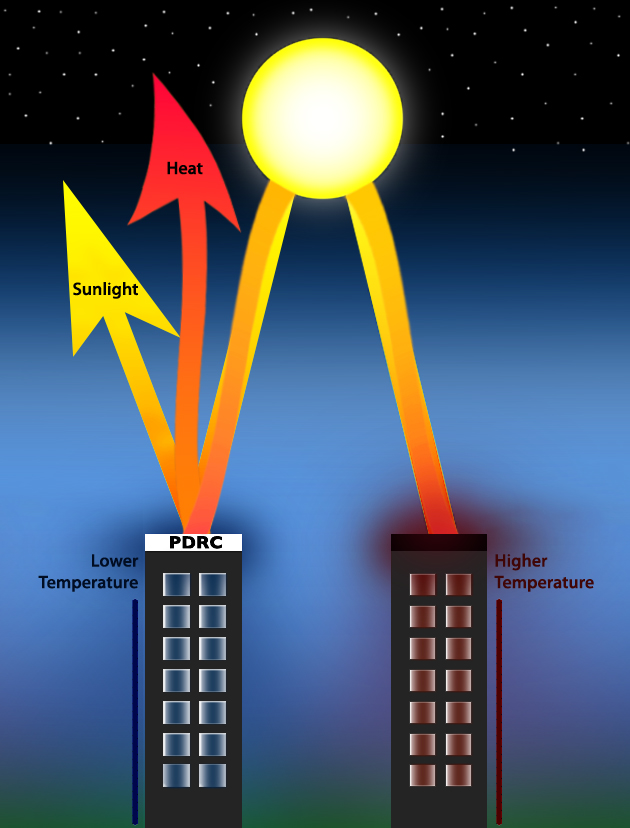
Diagrama mostrando como uma superfície de resfriamento radiativo diurno pode diminuir a temperatura do ambiente sem nenhum gasto energético

O resfriamento radiativo passivo diurno aproveita a extrema frieza do espaço exterior como uma fonte de energia renovável para alcançar o resfriamento durante o dia. Sendo altamente refletivo em relação ao sol para reduzir a absorção de calor solar e eficiente na transferência de calor por radiação térmica infravermelha de onda longa, superfícies de resfriamento radiativo diurno podem alcançar resfriamento abaixo da temperatura ambiente para espaços internos e externos quando aplicadas em telhados, o que pode reduzir significativamente a demanda de energia e os custos relacionados ao resfriamento. Essas superfícies de resfriamento podem ser aplicadas por meio de painéis voltados para o céu, semelhantes a outras fontes de energia renovável, como os painéis solares, facilitando sua integração ao design arquitetônico.
Uma aplicação de telhado de resfriamento radiativo passivo diurno pode dobrar a economia de energia em comparação a um telhado branco, e, quando aplicada como uma superfície em camadas a 10% da área do telhado de um edifício, pode substituir 35% do uso de ar-condicionado durante as horas mais quentes do dia. As aplicações de resfriamento radiativo diurno para resfriamento de espaços internos estão crescendo, com um tamanho de mercado estimado em aproximadamente 27 bilhões de dólares em 2025.

## Materiais de construção sustentáveis
Alguns exemplos de materiais de construção sustentáveis incluem denim reciclado ou isolamento de fibra de vidro soprada, madeira de origem sustentável, trass, linóleo, lã de ovelha, concreto de cânhamo, concreto romano, painéis feitos de flocos de papel, terra cozida, terra comprimida, argila, vermiculita, linho, sisal, erva-marinha, grãos de argila expandida, coco, placas de fibra de madeira, arenito calcário, pedras e rochas obtidas localmente e bambu, que é uma das plantas lenhosas mais fortes e de crescimento mais rápido, além de colas e tintas de baixo COV e não-tóxicas. O piso de bambu pode ser útil em espaços ecológicos, pois ajuda a reduzir as partículas de poluição no ar. A cobertura vegetativa ou escudo sobre a parte externa dos edifícios também contribui para isso. O papel fabricado a partir da madeira florestal é supostamente 100% reciclável, regenerando e economizando quase toda a madeira utilizada em seu processo de fabricação. Há um potencial subutilizado para armazenar carbono de forma sistemática no ambiente construído.

### Produtos naturais
O uso de materiais de construção naturais por suas qualidades sustentáveis é uma prática observada na arquitetura vernacular. Estilos arquitetônicos regionais se desenvolvem ao longo de gerações, utilizando materiais locais. Essa prática reduz as emissões de transporte e produção. Fontes regenerativas, uso de materiais de desperdício e a capacidade de reutilização são qualidades sustentáveis da madeira, telhados de palha, pedra e argila. Produtos de madeira laminada, palha e pedra são materiais de construção de baixo carbono com grande potencial para escalabilidade. Os produtos de madeira podem sequestrar carbono, enquanto a pedra tem uma baixa energia de extração. A palha, incluindo a construção com fardos de palha, sequestra carbono enquanto proporciona um alto nível de isolamento. O alto desempenho térmico dos materiais naturais contribui para regular as condições internas sem o uso de tecnologias modernas.
O uso da madeira, palha e pedra na arquitetura sustentável foram o tema de uma importante exposição no Museu de Design do Reino Unido.

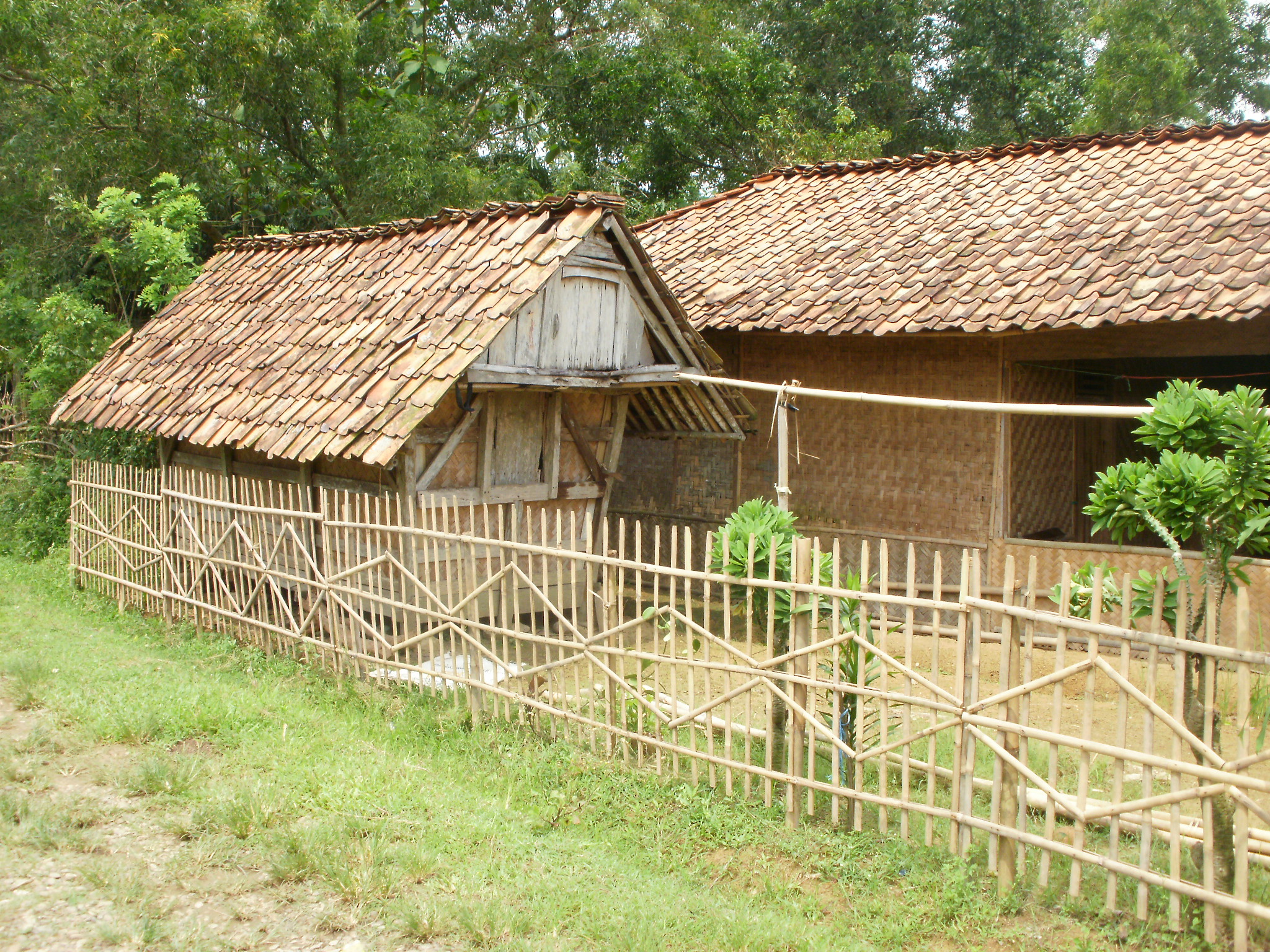
A arquitetura vernacular sempre utilizou recursos naturais e bem aproveitados. Na imagem, uma construção feita majoritariamente de bambus, nativos da região

### Materiais reciclados
A arquitetura sustentável frequentemente incorpora o uso de materiais reciclados ou de segunda mão, como madeira recuperada e cobre reciclado. A redução no uso de novos materiais cria uma correspondente diminuição na energia incorporada (energia utilizada na produção de materiais). Muitas vezes, arquitetos sustentáveis tentam adaptar estruturas antigas para atender novas necessidades, a fim de evitar desenvolvimentos desnecessários. Objetos arquitetônicos e materiais recuperados são utilizados quando apropriado. Quando edifícios antigos são demolidos, frequentemente qualquer boa madeira é recuperada, renovada e vendida como piso. Qualquer pedra de boas dimensões é igualmente recuperada. Muitas outras partes também são reutilizadas, como portas, janelas, peitoris e ferragens, reduzindo assim o consumo de novos produtos. Quando novos materiais são empregados, os designers sustentáveis buscam materiais que se regenerem rapidamente, como o bambu, que pode ser colhido para uso comercial após apenas seis anos de crescimento, sorgo ou trigo, ambos considerados resíduos que podem ser prensados em painéis, ou cortiça, da qual apenas a casca externa é removida, preservando assim a árvore. Quando possível, materiais de construção podem ser obtidos do próprio local; por exemplo, se uma nova estrutura estiver sendo construída em uma área florestal, a madeira das árvores cortadas para abrir espaço para o edifício pode ser reutilizada como parte da própria construção. Para isolamento na parte externa dos edifícios, materiais mais experimentais, como "lã de ovelha descartada", juntamente com outras fibras de resíduos originadas de operações têxteis e agroindustriais, estão sendo pesquisados para uso, com estudos recentes sugerindo que o isolamento reciclado é eficaz para fins arquitetônicos.

### Compostos orgânicos voláteis
Materiais de construção de baixo impacto são utilizados sempre que possível: por exemplo, o isolamento pode ser feito a partir de materiais com baixa emissão de compostos orgânicos voláteis, como denim reciclado ou isolamento de celulose, em vez de materiais de isolamento que podem conter substâncias cancerígenas ou tóxicas, como o formaldeído. Para desencorajar danos causados por insetos, esses materiais alternativos de isolamento podem ser tratados com ácido bórico. Tintas orgânicas ou à base de leite podem ser utilizadas. No entanto, uma falácia comum é que materiais "verdes" são sempre melhores para a saúde dos ocupantes ou para o meio ambiente. Muitas substâncias nocivas (incluindo formaldeído, arsênico e amianto) ocorrem naturalmente e não estão isentas de histórias de uso com as melhores intenções. Um estudo sobre emissões de materiais realizado pelo Estado da Califórnia mostrou que há alguns materiais verdes que apresentam emissões substanciais, enquanto alguns materiais mais "tradicionais" na verdade emitem menos. Assim, o tema das emissões deve ser cuidadosamente investigado antes de concluir que materiais naturais são sempre as alternativas mais saudáveis para os ocupantes e para o planeta.

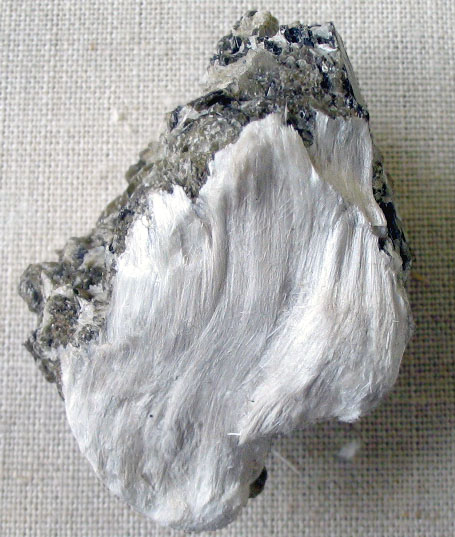
O amianto ocorre naturalmente, e não por isso deixa de ser nocivo

Os compostos orgânicos voláteis (COV) podem ser encontrados em qualquer ambiente interno, provenientes de uma variedade de fontes diferentes. Os COVs têm alta pressão de vapor e baixa solubilidade em água, e suspeita-se que causam sintomas característicos da Síndrome do Edifício Doente. Isso ocorre porque muitos COVs são conhecidos por causar irritação sensorial e sintomas do sistema nervoso central, típicos da Síndrome do Edifício Doente. As concentrações internas de COVs são mais altas do que na atmosfera externa, e quando muitos COVs estão presentes, eles podem causar efeitos aditivos e multiplicativos.
Produtos verdes são geralmente considerados como contendo menos COVs e sendo melhores para a saúde humana e ambiental. Um estudo de caso realizado pelo Departamento de Engenharia Civil, Arquitetônica e Ambiental da Universidade de Miami, que comparou três produtos verdes e seus equivalentes não-verdes, notou que, embora tanto os produtos verdes quanto os não-verdes emitam níveis de COVs, a quantidade e a intensidade dos COVs emitidos pelos produtos verdes eram muito mais seguras e confortáveis para a exposição humana.

### Materiais orgânicos cultivados em laboratório
Materiais de construção comumente utilizados, como a madeira, requerem desmatamento, o que, sem o cuidado adequado, se torna insustentável. Em outubro de 2022, pesquisadores do MIT fizeram avanços em células de Zinnia elegans cultivadas em laboratório, que crescem com características específicas sob condições controladas. Essas características incluem "forma, espessura e rigidez", além de propriedades mecânicas que podem imitar a madeira. David N. Bengston, do Departamento de Agricultura dos Estados Unidos, sugere que essa alternativa seria mais eficiente do que a colheita tradicional de madeira, com desenvolvimentos futuros potencialmente economizando energia de transporte e conservando florestas. No entanto, Bengston observa que essa inovação mudaria paradigmas e levanta novas questões econômicas e ambientais, como os empregos em comunidades dependentes da madeira ou como a conservação impactaria os incêndios florestais.

### Padrões de sustentabilidade de materiais
Apesar da importância dos materiais para a sustentabilidade geral dos edifícios, quantificar e avaliar a sustentabilidade dos materiais de construção tem se mostrado difícil. Há pouca coerência na medição e na avaliação das características de sustentabilidade dos materiais, resultando em um cenário atualmente repleto de centenas de rótulos ecológicos, padrões e certificações competindo entre si, muitas vezes de forma inconsistente e imprecisa. Essa discordância gerou confusão entre os consumidores e compradores comerciais, além de resultar na incorporação de critérios de sustentabilidade inconsistentes em programas maiores de certificação de edifícios, como o LEED. Várias propostas foram feitas para a racionalização do cenário de padronização para materiais de construção sustentáveis.

## Planejamento e design sustentáveis

### Edifícios

#### Modelagem da informação da construção
A modelagem da informação da construção é utilizada para facilitar o design sustentável, permitindo que arquitetos e engenheiros integrem e analisem o desempenho dos edifícios. Os serviços de modelagem, incluindo modelagem conceitual e topográfica, oferecem um novo canal para a construção verde, com a disponibilidade sucessiva e imediata de informações de projeto internas coerentes e confiáveis. A modelagem permite que os arquitetos quantifiquem os impactos ambientais de sistemas e materiais, apoiando as decisões necessárias para projetar edifícios sustentáveis.

#### Consultoria
Um consultor em construção sustentável pode ser envolvido desde o início do processo de design, para prever as implicações de sustentabilidade dos materiais de construção, orientação, envidraçamento e outros fatores físicos, a fim de identificar uma abordagem sustentável que atenda aos requisitos específicos de um projeto.
Normas e padrões foram formalizados por sistemas de avaliação baseados em desempenho, como LEED e Energy Star para residências. Eles definem marcos a serem alcançados e fornecem métricas e testes para atender a esses marcos. Cabe às partes envolvidas no projeto determinar a melhor abordagem para cumprir esses padrões.
Como a consultoria em construção sustentável é frequentemente associada a um custo adicional, organizações como a Architects Assist buscam equidade no acesso ao design sustentável e habitável.

#### Posicionamento do edifício

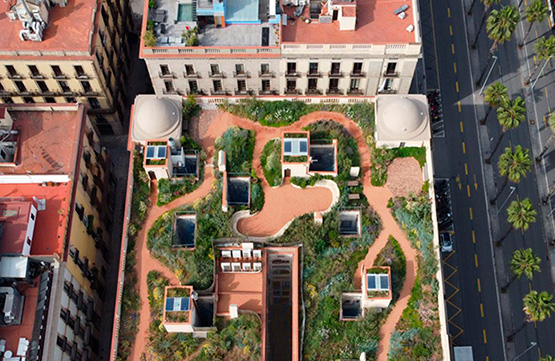
Exemplo de posicionamento de um edíficio de arquitetura sustentável sem colaborar com a expansão suburbana, em Barcelona, Espanha

Um aspecto central e frequentemente ignorado da arquitetura sustentável é o posicionamento do edifício. Embora a casa ou escritório ecológico ideal seja muitas vezes imaginado como um lugar isolado, esse tipo de localização geralmente é prejudicial ao meio ambiente. Primeiro, essas estruturas frequentemente servem como as linhas de frente, sem saber, da expansão suburbana. Segundo, elas geralmente aumentam o consumo de energia necessário para o transporte e levam a emissões desnecessárias de automóveis. Idealmente, a maioria dos edifícios deve evitar a expansão suburbana em favor do tipo de desenvolvimento urbano leve. Um zoneamento misto cuidadoso pode tornar áreas comerciais, residenciais e industriais leves mais acessíveis para aqueles que viajam a pé, de bicicleta ou por transporte público, conforme proposto nos Princípios do Urbanismo Inteligente. O estudo da permacultura, em sua aplicação holística, também pode ajudar muito no posicionamento adequado dos edifícios, minimizando o consumo de energia e trabalhando com o entorno em vez de contra ele, especialmente em zonas rurais e florestadas.

#### Uso de água
Edifícios sustentáveis buscam maneiras de conservar água. Um design estratégico para a economia de água que os edifícios verdes incorporam são os telhados verdes. Os telhados verdes possuem vegetação no telhado que captura a água de drenagem pluvial. Essa função não apenas coleta a água para usos futuros, mas também serve como um bom isolante que pode ajudar a mitigar o efeito de ilha de calor urbano. Outro design estratégico para eficiência hídrica é o tratamento de águas residuais para que possam ser reutilizadas.

### Urbanismo

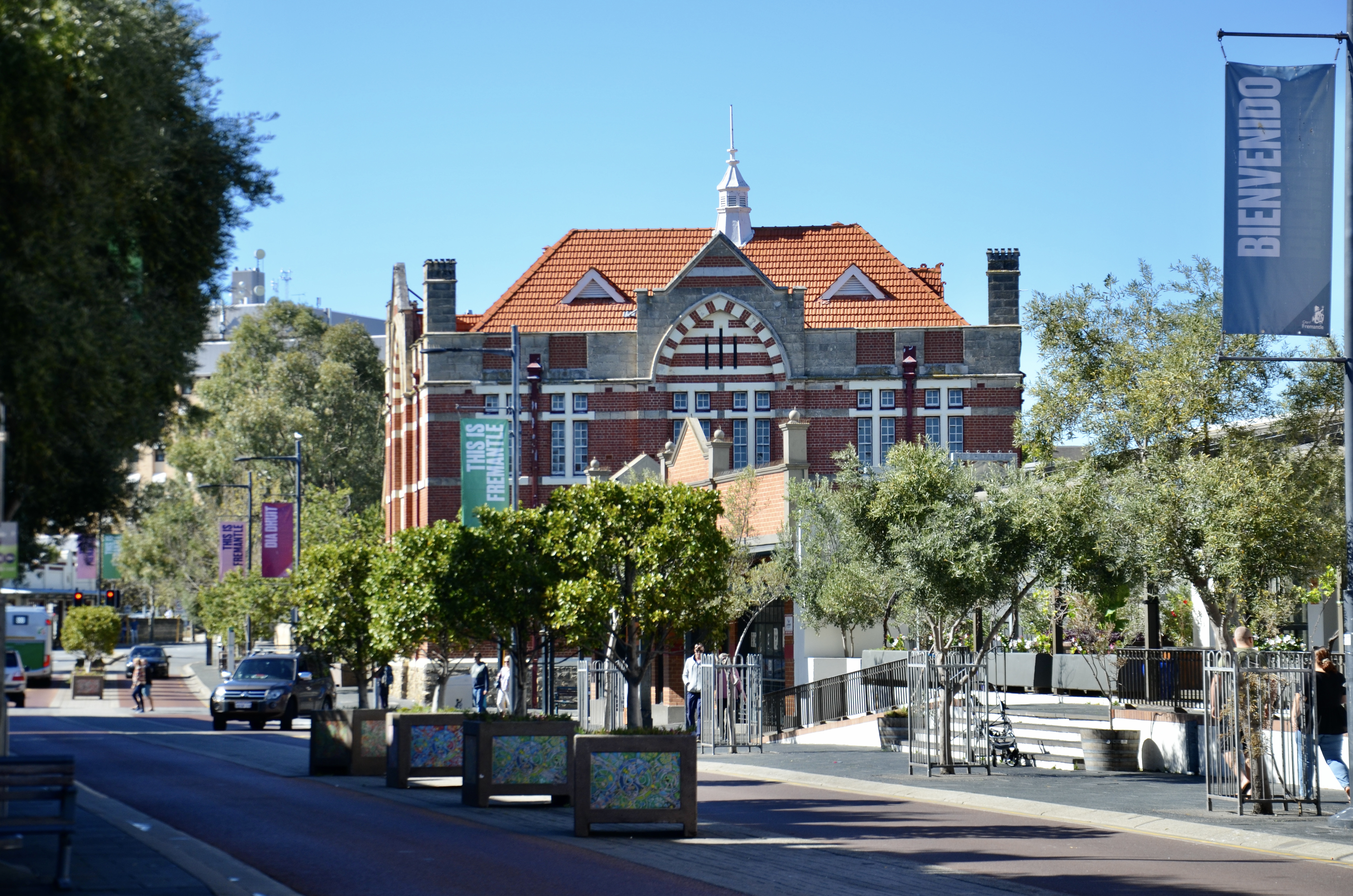
O Novo Urbanismo valoriza a integração do ecológico e do urbano. Na imagem, a Rua do Mercado, em Celebration, Flórida

O urbanismo sustentável vai além da arquitetura sustentável, oferecendo uma visão mais ampla da sustentabilidade. Soluções típicas incluem parques eco-industriais, agricultura urbana, entre outros. Programas internacionais que estão sendo apoiados incluem a Rede para o Desenvolvimento Urbano Sustentável (ReDUS), apoiada pelo Programa das Nações Unidas para os Assentamentos Humanos, e o Eco2 Cities, apoiado pelo Banco Mundial.
Paralelamente, os movimentos recentes de Novo Urbanismo, Nova Arquitetura Clássica e Arquitetura Complementar promovem uma abordagem sustentável em relação à construção, valorizando e desenvolvendo o crescimento inteligente, a tradição arquitetônica e o design clássico. Isso contrasta com a arquitetura modernista e globalmente uniforme, além de se opor a empreendimentos habitacionais isolados e à expansão suburbana. Ambas as tendências começaram na década de 1980. O Prêmio Driehaus de Arquitetura é uma premiação que reconhece esforços no Novo Urbanismo e na Nova Arquitetura Clássica, sendo dotado de um valor em prêmio duas vezes maior que o do análogo modernista Prêmio Pritzker.

### Gestão de resíduos
Os resíduos assumem a forma de materiais gastos gerados a partir de residências e empresas, processos de construção e demolição, e indústrias de manufatura e agricultura. Esses materiais são classificados de maneira ampla como resíduos sólidos urbanos, detritos de construção ou demolição (entulhos), e subprodutos industriais ou agrícolas. A arquitetura sustentável foca na gestão de resíduos no local, incorporando sistemas como sistemas de água cinza para uso em canteiros de jardim e vasos sanitários de compostagem para reduzir o esgoto. Esses métodos, quando combinados com a compostagem de resíduos alimentares no local e a reciclagem fora do local, podem reduzir os resíduos de uma casa a uma quantidade mínima de resíduos de embalagem.